# Kékkagylók
A kékkagylók vagy ehető kagylók (Mytiloida) a kagylók osztályába tartozó rend. Az egyetlen ide tartozó család a kékkagylófélék (Mytilidae) családja.

## Rendszerezés
A rendbe az alábbi nemek tartoznak:
- Adipicola
- Adula
- Amygdalum
- Arcuatula
- Botula
- Brachidontes
- Crenella
- Dacrydium
- Geukensia
- Gregariella
- Idasola
- Ischadium
- Lioberus
- Lithophaga
- Megacrenella
- Modiolula
- Modiolus
- Musculista
- Musculus
- Mytilus
- Perna
- Rhomboidella
- Septifer
- Solamen
- Stenolena
- Vilasina